# Les Yeux de l'araignée
Pour plus de détails, voir Fiche technique et Distribution.
Les Yeux de l'araignée (蜘蛛の瞳, Kumo no hitomi, aussi connu sous le titre anglais Eyes of the Spider) est un film japonais réalisé par Kiyoshi Kurosawa, sorti en 1998.

## Synopsis
Nijima, ouvrier marqué par l'assassinat de sa fille survenu six ans auparavant, rencontre un jour Iwamatu, un ancien ami d'enfance, qui lui propose de venir travailler dans son entreprise. 
D'abord réticent et dubitatif face au manque de précisions de l'offre, il finit par accepter motivé par une envie de changement. Il deviendra un acteur important d'une organisation aux méthodes criminelles particulièrement violentes.  

## Commentaire
Pas exactement une séquelle de Serpent's Path (tourné quasi-simultanément à celui-ci et avec également Shô Aikawa en héros), Eyes of the Spider est une relecture centrée cette fois sur une organisation criminelle, dont l'univers si particulier est dépeint avec froideur mais aussi beaucoup de second degré.

## Fiche technique
- Titre : Les Yeux de l'araignée[1]
- Titre original : 蜘蛛の瞳 (Kumo no hitomi?)
- Titre anglais : Eyes of the Spider[2]
- Réalisation : Kiyoshi Kurosawa
- Scénario : Kiyoshi Kurosawa et Yōichi Noshiyama
- Pays de production :  Japon
- Langue originale : japonais
- Format : couleurs - Dolby Digital - 35 mm
- Genre : thriller
- Durée : 83 minutes[3]
- Date de sortie :
  - Japon : 11 avril 1998[3]

## Distribution
- Shō Aikawa : Naomi Niijima
- Dankan : Iwamatsu
- Ren Osugi : Yoda
- Sadao Abe : Hoshi
- Satoshi Kajiwara : Maeda
- Kumi Nakamura : Noriko Niijima
- Moe Sakura : Miki
- Shun Sugata (en) : Hinuma
- Susumu Terajima : homme qui se venge

## Récompense
- Prix du meilleur acteur pour Shō Aikawa lors des Japanese Professional Movie Awards 1998[4]